# Орден Золотого шуліки
Орден Золотого шуліки (яп. 金鵄勲章; кінсі-кунсьо) — військовий орден Японської імперії.

## Історія

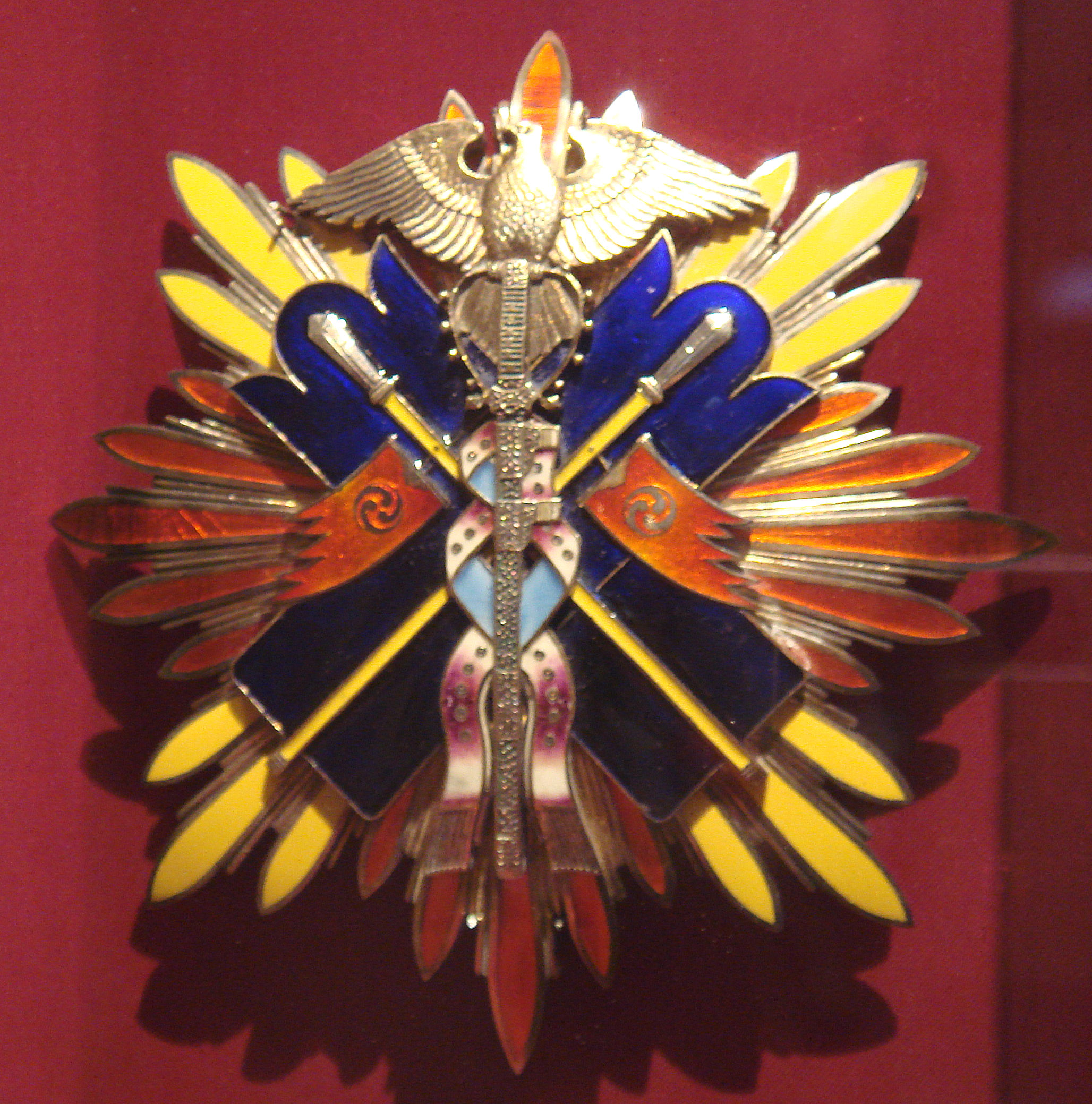
Зірка ордена.

Орден був заснований указом імператора Муцухіто 18 лютого 1890 року як нагорода виключно за військові заслуги. Назва заснована на легенді про золотого шуліку, посланого богами першому імператору Дзімму під час об'єднання ним Японії. Орден вручався лише японцям.
Орден мав 7 ступенів. Генерали та адмірали нагороджувалися ступенями з 1-го по 3-й, офіцери від майора і капітана 3-го рангу до полковника і капітана 1-го рангу — з 2-го по 4-й, молодші офіцери — з 3-го по 5-й, унтерофіцери — з 4-го по 6-й, солдати і матроси — з 5-го по 7-й. З 1894 року кавалери ордена отримували довічну пенсію, з 1940 року — тільки одноразову грошову виплату проте пенсії вже нагородженим продовжили виплачувати.
Першими нагородженими орденом стали генерали Ямагата Арітомо і Ояма Івао під час Японсько-китайської війни. Всього за півстоліття ним були нагороджені 1 067 492 військовослужбовців: за Першу японсько-китайську війни — близько 2000, за Російсько-японську — близько 109 600, за Першу світову — близько 3000, за захоплення Маньчжурії — близько 9000, за Другу японсько-китайську — 190 000, за війну на Тихому океані — близько 630 000. Орденом 1-го ступеня були нагороджені 42 особи, 2-го — 201.

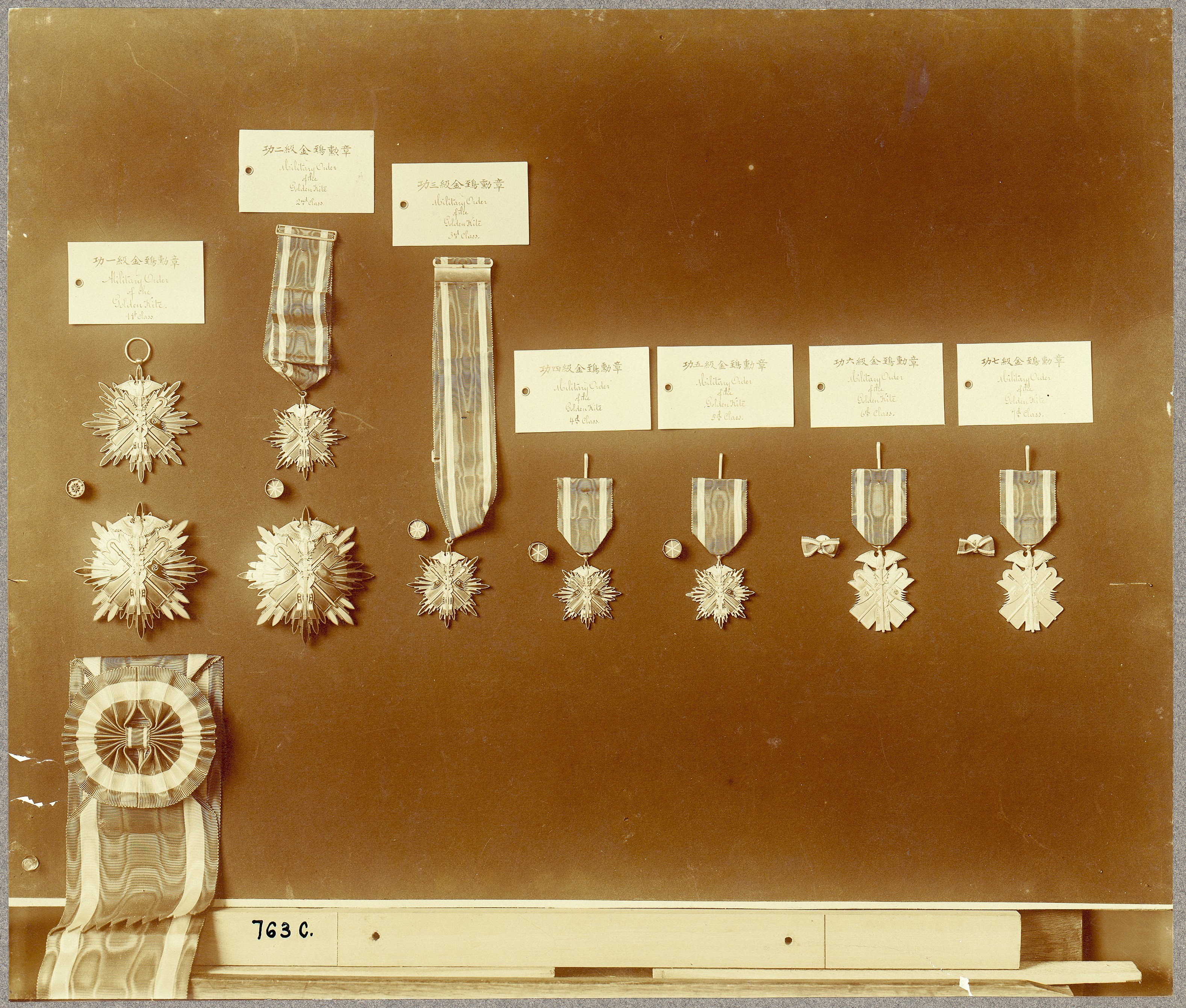
Всі ступені ордена.

Після закінчення Другої світової війни та окупації Японії в 1946 році виплати кавалерам ордена були скасовані, а 30 травня 1947 року постановою окупаційного уряду був скасований і сам орден.

## Ступені
- 1 ступінь — знак ордена (позолочене срібло, 76×81 мм) на плечовій муаровій стрічці з розеткою через ліве плече, зірка (позолочене срібло с емаллю, 91 мм) на лівому боці грудей.
- 2 ступінь — знак ордена (позолочене срібло, 56×60 мм) на шийній муаровій стрічці, зірка (позолочене срібло з емаллю, 91 мм) на правому боці грудей.
- 3 ступінь — знак ордена (позолочене срібло, 56×60 мм) на шийній муаровій стрічці.
- 4 ступінь — знак ордена (позолочене срібло, 46×50 мм) на нагрудній колодці з розеткою.
- 5 ступінь — знак ордена (емальоване срібло, з позолоченим шулікою, 46×50 мм) на нагрудній колодці.
- 6 ступінь — знак ордена (позолочене срібло, без позолоти біля ефесів мечів, 42×57 мм) на нагрудній колодці.
- 7 ступінь — знак ордена (срібло, з позолоченим шулікою, 42×57 мм) на нагрудній колодці.